# メサ (アリゾナ州)

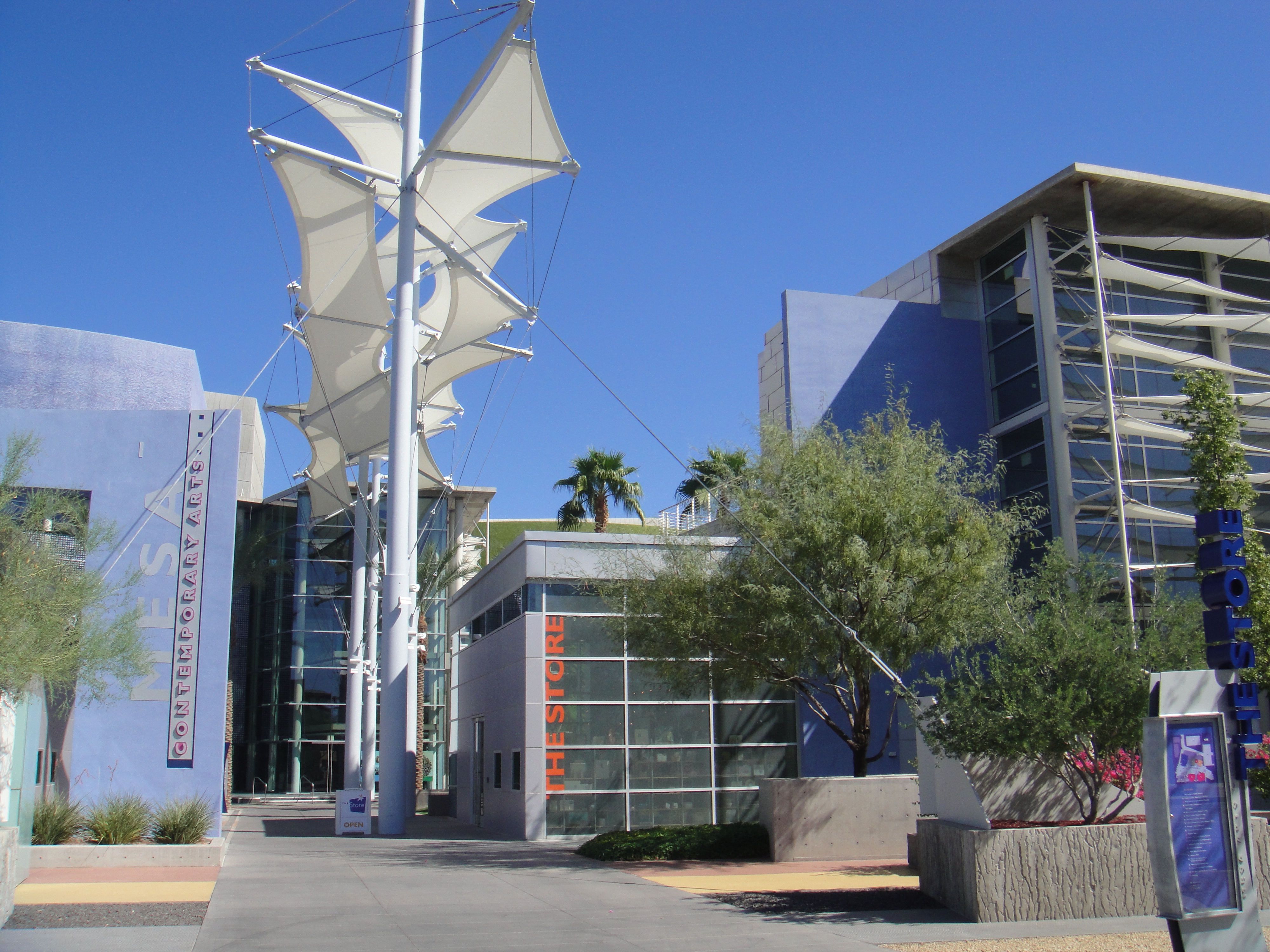
メサ・芸術センター

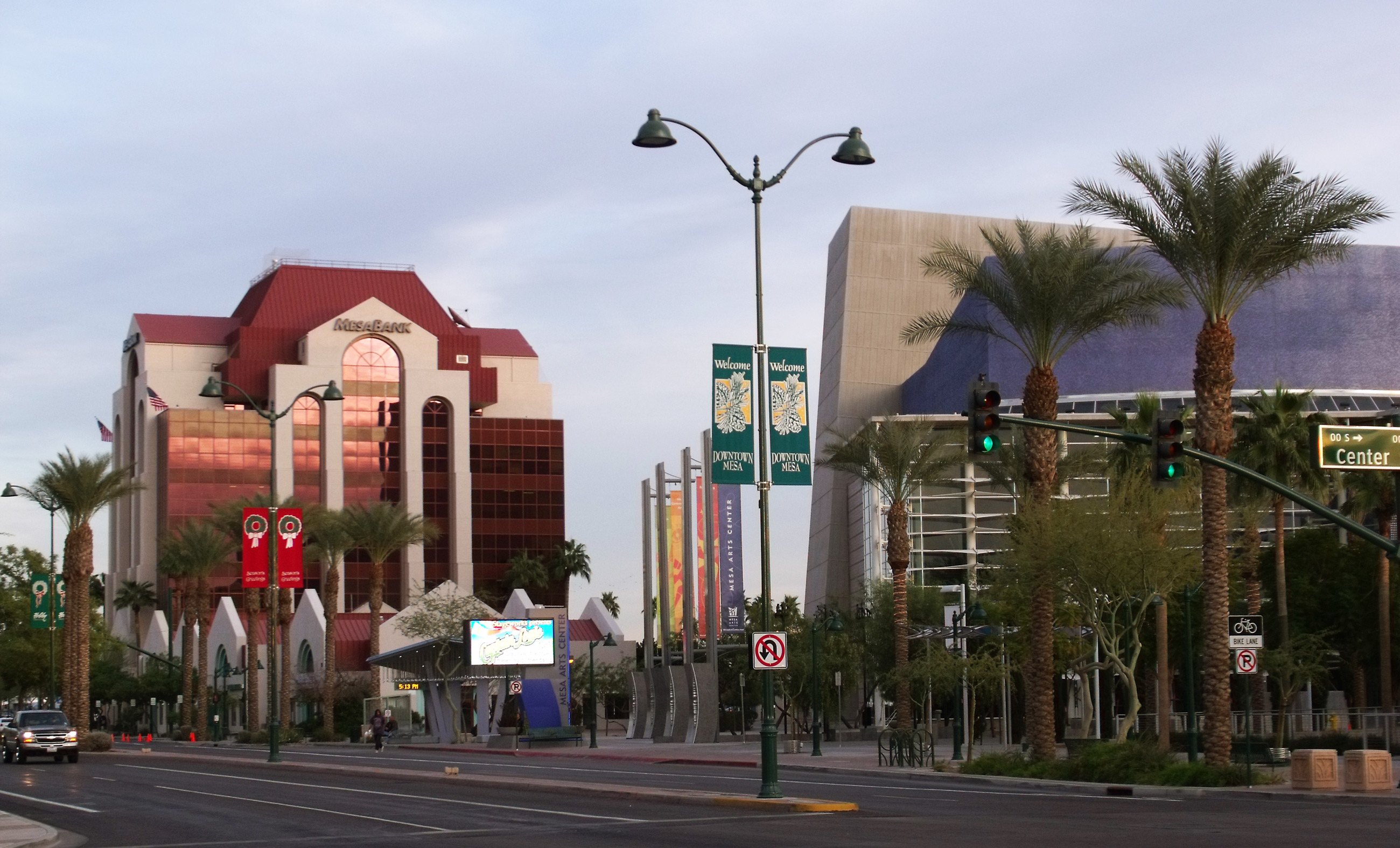
ダウンタウン・メサ

メサ（Mesa）は、アメリカ合衆国アリゾナ州のマリコパ郡にある都市。州都フェニックス東方に位置している。
人口は50万5248人（2020年）。成長著しい大都市フェニックスの郊外都市であり、テキサス州アーリントンなどと並んで、ブーンバーブと呼ばれる、20世紀後半以降の同国の人口動態を象徴する大型衛星都市のひとつとして挙げられる。
この地域に住んでいたネイティブ・アメリカン、ピーマ族の言語ではモーミル（Mo:mli）という。1878年にモルモン教徒が入植し町づくりが始まった。現在でもモルモン教徒が市の人口の約1割を占めている。市名はこの周辺のメサと呼ばれる地形に由来しており、モルモン教徒によってつけられた。

## 歴史
1世紀頃、この地域には先住民のホホカム族（Hohokam）が住みつくようになった。ホホカム族はピーマ族の祖先であると言われている。彼らはこの砂漠の地に運河を建設した。
その後この一帯はネイティブ・アメリカンのみが住む地であったが、19世紀に入ると入植者がやってきた。1865年、現在のメサ市中央部を南北に通っているバル・ビスタ通り（Val Vista Road）のあたりにメアリービル（Maryville）という入植地が建設された。やがてメアリービルが廃れたが、1877年にはモルモン教徒が現在のメサ市北西部にレヒ（Lehi）という入植地を建設した。翌1878年にはユタ州やアイダホ州から85人のモルモン教徒一行がレヒにやってきた。彼らはレヒにはとどまらず、その南に移ってホホカム族の運河を埋め、メサの町を創設した。
1970年代までは、メサはフェニックスの東にある小さな町に過ぎなかった。1980年の国勢調査時にはメサは全米100位以内にも入っていなかった（ちなみに100位はロードアイランド州のプロビデンス、人口156,804人）。しかし1980年代以降、フェニックス都市圏の拡大に伴ってメサは郊外都市として急成長した。人口は1990年に28万8091人、2000年に39万6375人、2010年に43万9041人、2020年に50万4258人とハイペースで増加した。

## 地理と都市概観
メサは北緯33度24分40秒 西経111度44分47秒 / 北緯33.41111度 西経111.74639度（33.411199, -111.746438）に位置している。市の標高は378mである。市はフェニックスの東郊約25kmのメサと呼ばれる台地の上に広がっている。そのため、フェニックスよりも標高が30mほど高くなっている。
メサには明確なダウンタウンはなく、市のほぼ全域が低層の建物からなる住宅地である。また、他都市に見られるような「住み分け」もメサではあまり見られず、低所得者層のトレーラーハウス群の近隣に高級住宅が建っていることも珍しくない。
アメリカ合衆国統計局によると、メサ市は総面積324.2km²（125.2mi²）である。ｌこのうち323.7km²（125.0mi²）が陸地で0.6km²（0.2mi²）が水域である。総面積の0.16%が水域となっている。

## 交通
- フェニックスのバレーメトロレールが市内に乗り入れているが、大多数の市民の移動の「足」は自家用車である[3]。

## 人口動勢
以下は2004年の推計を基にした人口統計データである。
| 基礎データ - 人口: 447,845人 - 世帯数: 146,643世帯 - 家族数: 99,863家族 - 人口密度: 1,224.4人/km²（3,171.3人/mi²） - 住居数: 175,701軒 - 住居密度: 542.8軒/km²（1,405.7軒/mi²） 人種別人口構成 - 白人: 79.30% - アフリカン・アメリカン: 3.30% - ネイティブ・アメリカン: 1.80% - アジア人: 2.00% - 太平洋諸島系: 0.30% - その他の人種: 12.00% - 混血: 1.30% - ヒスパニック・ラテン系: 20.00% | 年齢別人口構成 - 18歳未満: 27.3% - 18-24歳: 11.2% - 25-44歳: 29.7% - 45-64歳: 18.4% - 65歳以上: 13.3% - 年齢の中央値: 32歳 - 性比（女性100人あたり男性の人口） - 総人口: 98.2 - 18歳以上: 95.6 世帯と家族（対世帯数） - 18歳未満の子供がいる: 33.4% - 結婚・同居している夫婦: 52.7% - 未婚・離婚・死別女性が世帯主: 10.6% - 非家族世帯: 31.9% - 単身世帯: 24.2% - 65歳以上の老人1人暮らし: 9.1% - 平均構成人数 - 世帯: 2.68人 - 家族: 3.20人 |

## 姉妹都市
メサは以下の5都市と姉妹都市提携を結んでいる。
- カナダ、バーナビー市
- ペルー、カラズ
- メキシコ、グアイマス
- 中国、開平市
- ニュージーランド、アップウット